# Toxomerus elinorae
Toxomerus elinorae är en tvåvingeart som beskrevs av Thompson 1981. Toxomerus elinorae ingår i släktet Toxomerus och familjen blomflugor.
Artens utbredningsområde är Jamaica. Inga underarter finns listade i Catalogue of Life.